# Antonio Janni
Antonio Janni (Santena, 19 de setembro de 1904 - 29 de junho de 1987) foi um futebolista e treinador de futebol italiano.

## Carreira
Conquistou a medalha de bronze 1928, com a Seleção Italiana de Futebol.